# محددات متطلبات النظام
إن محددات متطلبات النظام (اختصار SysRS عند الحاجة إلى التمييز عن محددات المتطلبات البرمجية (SRS))، هي عبارة عن مجموعة منظمة من المعلومات التي تجسد متطلبات النظام.
محلل الأعمال، الذي يحمل عنوان محلل النظم في بعض الأحيان، مسؤول عن تحليل احتياجات العمل لعملائها وأصحاب المصلحة للمساعدة في تحديد مشاكل الأعمال واقتراح الحلول. في نطاق دورة حياة تطوير البرمجيات، تؤدي مكتبة الإسكندرية عادة وظيفة اتصال بين الجانب التجاري للمؤسسة وقسم تكنولوجيا المعلومات أو مقدمي الخدمات الخارجيين.

## روابط خارجية
- IEEE Guide for Developing System Requirements Specifications (IEEE Std 1233, 1999 Edition)
- IEEE Guide for Developing System Requirements Specifications (IEEE Std 1233, 1998 Edition)
- DAU description System/Subsystem Specification, Data Item Description (SSS-DID) نسخة محفوظة 19 أبريل 2016 على موقع واي باك مشين.
- System Requirements Specification for STEWARDS example SRS at USDA